# Reichsnährstand

Emblemat organizacji Reichsnährstand

Reichsnährstand, RNS (pol. Stan Żywicieli Rzeszy) – organizacja rządowa, powstała w III Rzeszy, której celem była regulacja produkcji żywnościowej i tworzenie nowej polityki rolnej. Organizacja została założona na podstawie dekretu o nazwie „Reichsnahrstandsgesetz”, 13 września 1933. Pierwszym ministrem organizacji został Richard Walther Darré.
Reichsnährstand miał pełną władzę prawną nad każdym obywatelem niemieckim, zaangażowanym w produkcję rolniczą i jej dystrybucję. Organizacja ingerowała również na rynku towarów rolnych, za pomocą skomplikowanego systemu zamówień oraz kontroli cen i zakazów, za pośrednictwem regionalnych stowarzyszeń handlowych.
Ministrowie Reichsnährstandu wydali rozporządzenie, w którym oznajmiono, że „III Rzesza potrzebuje dodatkowych gruntów rolnych pod uprawę” oraz że konsolidacja istniejących gospodarstw rolnych, będzie wypierać wielu rolników, którzy muszą pracować na nowej ziemi. Ten, jak i szereg innych rozporządzeń organizacji, miały wpływ na decyzję Hitlera w sprawie inwazji na Związek Radziecki.
Reichsbauernführerowie:
- Richard Walter Darré (1934-1944)
- Herbert Backe (1944-1945)